# Archicofradía de Jesús Nazareno (Ocaña)
Hermandad heredera de la Principal del Tronco Archicofradía de Nuestro Padre Jesús Nazareno de la parroquia de Santa María de la Asunción, de la que dependían todas las hermandades que participan en el itinerario procesional.

## Historia
Fundación histórica
Fue fundada en 1607. El cardenal arzobispo de Toledo Bernardo de Sandoval y Rojas confirmó su constitución. Nuestro Padre Jesús Nazareno es el patrón de Ocaña. 
Rehabilitación
Finalizada la guerra civil española, empiezan los trámites para reconstituir la archicofradía, siendo refundada de nuevo en el año 1939. No es hasta 1942 cuando se obtiene la nueva imagen.
Reseña histórica

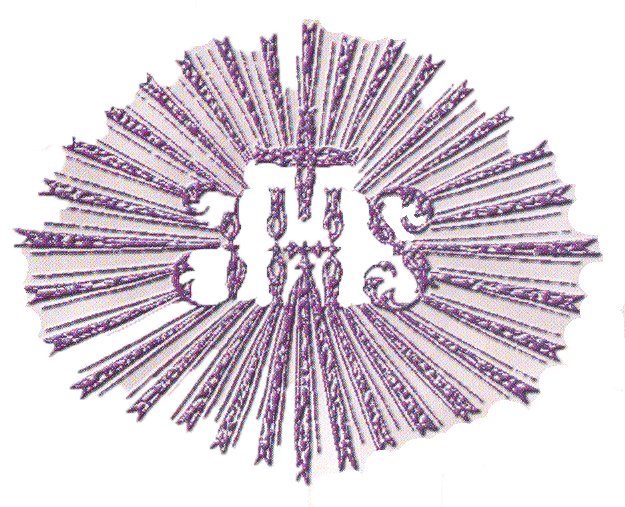
Emblema, insignia de forma ovalada sobre fondo morado con las siglas J.H.S. en dorado.

Compone los cimientos de la Semana Santa de Ocaña. Desde su fundación y bajo su cobijo se crea el "Tronco de Jesús Nazareno" del que dependían la Hermandad de Pajes de Jesús Nazareno en 1628, la Hermandad de Pajes de Nuestra Señora de la Soledad en 1686, la Hermandad de Pajes de San Juan Evangelista en 1714, la Hermandad de Pajes de la Reina Santa Elena en 1719, la Hermandad de Pajes de la Santa Mujer Verónica en 1720 y la Hermandad de Armados de Jesús Nazareno en 1733, todas ellas procesionando bajo sus órdenes la mañana de Viernes Santo.
La hermandad procesiona por primera vez a principios del siglo XVII con túnicas moradas, aunque existen fuentes que hacen considerar una mayor antigüedad, o por lo menos en cuanto a la imagen de Nuestro Padre Jesús Nazareno ya que existía una sociedad de fieles que se cobijaban bajo el amparo de dicha imagen. Según fuentes, la imagen habría sido encontrada a finales del año 1400 al excavar unas zanjas en la casa de Francisca de Ontiveros. Cabe decir que la adopción de Santa Elena como patrona se habría debido a la devoción surgida en Castilla hacia la Vera Cruz.
Producto de la inconsciencia, la hermandad perdió todo su patrimonio pasto de las llamas en la puerta la iglesia de Santa María de la Asunción. Gracias a los trámites de la archicofradía, una vez finalizada la contienda civil, pudo rescatar las armaduras que procesionan el Viernes Santo y que pertenecen a la archicofradía desde el siglo XVIII.
Aunque no es una hermandad exclusivamente aristocrática, su celebridad se constata debido a los linajes predominantes de la nobleza ocañense: Sotomayor, Núñez de Orozco, Jiménez de Arechaga, Maldonado, Monterroso, Villasante, Frías Zúñiga, quienes siendo hermanos de la archicofradía tenían el privilegio de portar el Estandarte de la misma en la procesión de Viernes Santo.
Los monarcas y la Casa Real continuamente han mostrado su fervor por la imagen de Nuestro Padre Jesús Nazareno como se pudo comprobar en 2007, cuando Juan Carlos I de España, aceptó el nombramiento de mayordomo hermano mayor honorario de la Archicofradía de Nuestro Padre Jesús Nazareno. En ese año se rememoró el IV centenario de la Archicofradía de Nuestro Padre Jesús Nazareno, procesionando la imagen por la ciudad de Toledo. El itinerario procesional culminó en la catedral primada, donde tuvo lugar el sermón ofrecido por el cardenal arzobispo de Toledo, Antonio Cañizares.

## Hábito

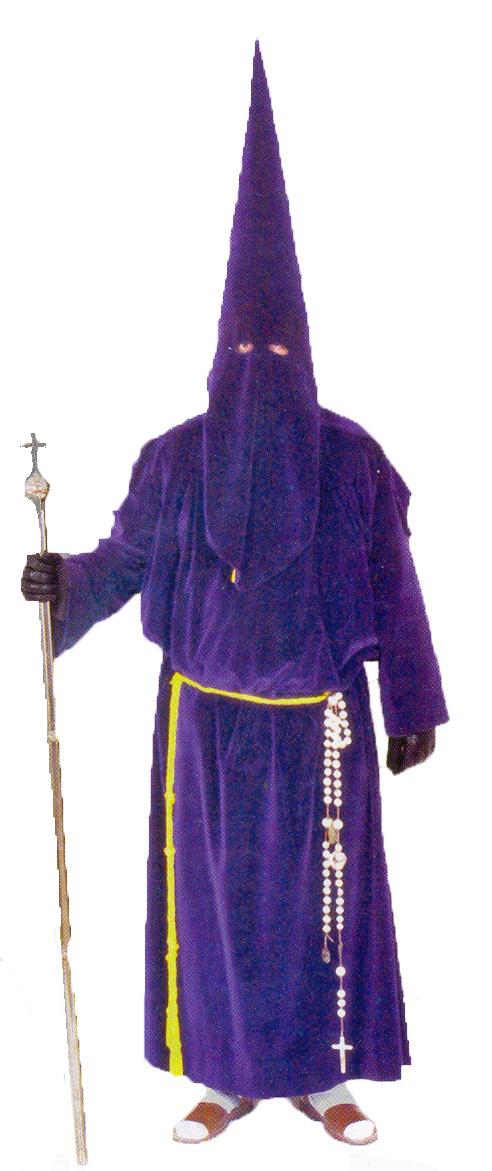
Hábito de la Archicofradía de Ntro. Padre Jesús Nazareno.

Túnica y capuz de terciopelo morado y cordón amarillo dorado sujetando el cuello del capuz. Cíngulo amarillo dorado al lado derecho y rosario a la izquierda. Guantes negros y sandalias marrones con medias caladas blancas. Los hermanos visten debajo de la túnica camisa blanca y corbata negra.

## Actividades
Los lunes de Cuaresma tienen lugar, en su capilla, sermón, miserere y credo como preparación a la Semana Santa. La fiesta mayor de la archicofradía se celebra el Jueves Santo, con lavatorio de pies, misa de la cena del señor, exposición del santísimo y procesión de reserva en el monumento. Tras los oficios del Jueves Santo, el presidente de la archicofradía junto con las autoridades de Ocaña, visitan los monumentos eucarísticos de cada iglesia de la villa. El primer viernes de noviembre tiene lugar un funeral en la capilla de Nuestro Padre Jesús Nazareno para el eterno descanso de los hermanos fallecidos de la archicofradía. El primer viernes de diciembre tiene lugar la tradición de la renovación del voto de la villa ante la imagen de Nuestro Padre Jesús Nazareno.
El desfile de cofradías del Viernes Santo, anterior a la procesión, es encabezado por la Archicofradía, la cual va recogiendo una a una al resto de hermandades que participan en la procesión. Este detalle muestra la principalidad que tiene esta hermandad.